# MVS Gaystation
MVS Gaystation is een publieke omroep uit Amsterdam die lokaal uitzendt op radio en televisie, en de inhoud van die programma's daarnaast via internet aanbiedt.
De vrijwilligersorganisatie zendt uit via de kanalen van de lokale SALTO Omroep Amsterdam op tv-zender Salto 1 en radiozender Stads FM, via de eigen website en via de website van SALTO Omroep Amsterdam.

## Doelgroep
In tegenstelling tot wat de naam doet vermoeden, richt de omroep zich niet alleen op homoseksuelen. De officieel door de omroep omschreven doelgroep bestaat uit: homomannen, lesbische vrouwen, biseksuelen, transseksuelen en transgenders, vaak met de toevoeging 'and their friends' (Engels voor 'en hun vrienden'), om aan te geven dat bepaalde bijdragen van de omroep ook informatief kunnen zijn voor heteroseksuelen. Binnen de genoemde groepen ligt de nadruk veel bij jongeren, allochtonen en ouderen.

## Doelstelling
De doelstelling van MVS veranderde in de loop der jaren vaak. In 2011 is die (citaat eigen website): "Het bestrijden van vooroordelen over de homogemeenschap en het meewerken aan emancipatie door het geven van informatie voor de lgbt-doelgroep. Hiertoe maakt de omroep radio- en tv-programma's die berichten over de doelgroep in binnen- en buitenland. Daarbij bedient MVS in haar programma's ook specifieke doelgroepen als jongeren, allochtonen, hiv-geïnfecteerden en ouderen. MVS wil de homogemeenschap in Amsterdam een stem en een gezicht geven."

## Radio
MVS Gaystation begon in 1984 als krakers- en piratenzender MVS. De afkorting MVS stond voor Man, Vrouw, Seksualiteit. De toen nog illegale zender werd opgezet als protestzender door zogenaamde 'militante kraakpotten en -flikkers', die van mening waren dat homoseksuelen bij reguliere media onderdrukt werden en hun eigen nieuwsvoorziening nodig hadden. Dat was echter geen officieel doel.
In 1986 werd de organisatie, die tot op de dag van vandaag gerund wordt door vrijwilligers, een legale uitzendorganisatie. De doelstelling werd 'nieuwsvoorziening en het geven van een stem'.
Enkele radioprogramma's van MVS:
- De Platenkoffer (1991 - heden, afwisselend gepresenteerd door Charles Arntz en Menne Vellinga)
- Dolly's Bonte Woensdagavond Trein (2006 - 2011, gepresenteerd door Dolly Bellefleur)
- De Roze Kijk (gepresenteerd door wisselende jonge journalisten)

## Televisie
Begin jaren 90 begon MVS met het maken van video-opnames over onderwerpen die normaal alleen op de radio besproken werden. Al snel kreeg de omroep daardoor zendtijd op de tv-kanalen van Salto. De naam van de organisatie veranderde naar MVS Media.
De radio-tak van de omroep kreeg de taak van dagelijkse nieuwsvoorziening toebedicht. De tv-tak vormde een visuele, wekelijkse aanvulling daarop. Later veranderde deze verhouding geleidelijk toen tv een steeds nadrukkelijke positie in de maatschappij innam. De doelstelling bleef hetzelfde.

## Internet
In 1996 werd MVS Media ook actief op internet. Aanvankelijk alleen met korte aankondigingen van de inhoud van radio- en tv-programma's, maar vanaf 2008 ook nadrukkelijk als online medium. Audio- en videoproducties van de omroep worden sindsdien online gratis aangeboden om zo ook de doelgroep buiten Amsterdam te kunnen bedienen.
De naam van de organisatie veranderde in 1998 ook weer, naar MVS gaystation. De woorden 'gay' en 'station' worden daarbij expres aan elkaar geschreven: deels om het rebelse karakter uit de ontstaansgeschiedenis van de zender te symboliseren, deels om het woord 'station' in de woordfunctie van 'platform' of 'standplaats' te benadrukken.